# Konstantin II. (rimski car)

Konstantin II. (* veljača 317. u Arelate (Arles); † 340. kod Aquileia), puno ime Flavius Claudius Constantinus, Rimski car od 337. do 340.).
Najstariji sin Konstantina I. Velikog i Fauste od 317. postaje Cezar i nakon smrti Konstantina I. Velikog postaje Car Rimskog Carstva zajedno sa svojom braćom Konstancije II. i Konstans I.
Njegov dio Imperiuma je bila Galija, Britanija, Španjolska i dio Afrike. 

### Ostali projekti
|  | Zajednički poslužitelj ima stranicu o temi Konstantin II. |